# Tuocheng
Tuocheng är en köping i sydöstra Kina. Den ligger i Longchuan härad i staden Heyuan i provinsen Guangdong, omkring 220 kilometer nordost om provinshuvudstaden Guangzhou. Antalet invånare är 33 629. Befolkningen består av 17 641 kvinnor och 15 988 män. Barn under 15 år utgör 21,0 %, vuxna 15-64 år 67 %, och äldre över 65 år 10,0 %.